# الخیراه
ال-خیراه یک منطقهٔ مسکونی در یمن است که در استان صنعا واقع شده‌است.